# كأس اليونان 2009–10
كأس اليونان 2009–10 (باليونانية: Κύπελλο Ελλάδος ποδοσφαίρου ανδρών 2009-10)‏ هو الموسم 68 من كأس اليونان. أشرف على تنظيمه الاتحاد الإغريقي لكرة القدم، وكان عدد الأندية المشاركة فيه 70، وفاز فيه باناثينايكوس.